# Brigitte Ahrenholz
Brigitte Irene Ahrenholz (11 de marzo de 1953-4 de marzo de 2018) fue una deportista de la RDA que compitió en remo.
Participó en los Juegos Olímpicos de Montreal 1976, obteniendo una medalla de oro en la prueba de ocho con timonel. Ganó una medalla de oro en el Campeonato Mundial de Remo de 1974 y dos medallas en el Campeonato Europeo de Remo, plata en 1971 y oro en 1973.

## Palmarés internacional
| Juegos Olímpicos   | Juegos Olímpicos       | Juegos Olímpicos | Juegos Olímpicos         |
| Año                | Lugar                  | Medalla          | Prueba                   |
| ------------------ | ---------------------- | ---------------- | ------------------------ |
| 1976               | Montreal (Canadá)      | Medalla de oro   | Ocho con timonel         |
| Campeonato Mundial |                        |                  |                          |
| Año                | Lugar                  | Medalla          | Prueba                   |
| 1974               | Lucerna (Suiza)        | Medalla de oro   | Ocho con timonel         |
| Campeonato Europeo |                        |                  |                          |
| Año                | Lugar                  | Medalla          | Prueba                   |
| 1971               | Copenhague (Dinamarca) | Medalla de plata | Ocho con timonel         |
| 1973               | Moscú (URSS)           | Medalla de oro   | Cuatro scull con timonel |